# 도심초등학교
도심초등학교(陶心初等學校)는 대한민국 경기도 남양주시 와부읍에 위치한 공립 초등학교로서, 2002년 7월 2일 설립인가를 받고 2004년 3월 1일 개교하였다. 교훈은 꿈은 크게 생각은 깊게 행동은 바르게이며 느티나무와 라일락이 각각 교목과 교화이다. 일반 24학급, 특수 1학급으로 편성되어 있다.

## 학교 연혁
- 2002년 7월 2일 : 도심초등학교 설립인가
- 2004년 3월 1일 : 도곡초등학교로부터 분리개교(25학급-6학년없음)
- 2007년 3월 1일 : 도심초등학교 부설 지역공동 영재학급 개설(3학급)
- 2007년 11월 30일 : 학교 부지 내 소 생태공원 완공

## 학교특색
- 도심초등학교 병설유치원이 존재하며 4학급 존재한다.
- 'ㄷ'자 건물 사이 공터의 씨름장에 학생들의 생태과학 학습 및 미관 개선을 목적으로 소 생태공원(온새미로숲) 을 조성하였다.
- 도심초등학교 지역공동 영재학급을 개설하여, 4,5,6학년 와부읍 지역(도심초등학교, 도곡초등학교, 와부초등학교, 덕소초등학교)의 학생들의 영재교육을 담당하고 있다.

## 참고 자료
- 도심초등학교 - 한국교육학술정보원 학교알리미

## 같이 보기
- 덕소중학교
- 덕소고등학교